# Виоланта Висконти
Виоланта Висконти (на италиански: Violante Visconti; * 1354, Павия, Миланско Херцогство; † ноември 1386, Павия, Миланско Херцогство) e италианска благородничка от род Висконти, чрез бракове маркграфиня на Монферат и херцогиня на Кларънс.

## Произход
Тя е второто или третото дете на Галеацо II Висконти (* ок. 1324/27, † 1378), владетел на Павия и на Милано, и на съпругата му Бианка Мария Савойска (* ок. 1335, † 1387). Нейни дядо и баба по бащина линия са Стефано Висконти, господар на Милано, и Валентина Дория, а по майчина –. Аймон Савойски Мирният (* 1291, † 1343), граф на Савоя, на Аоста и на Мориен, и Йоланда Палеологина. Има един по-голям брат, както и една вероятна сестра:
- Джан Галеацо (* 1351, † 1402), херцог на Милано (11 март 1395 – 3 септември 1402)
- Мария (* 1352, † 1362).[2]

Има и една полусестра и един полубрат от извънбрачна връзка на баща ѝ.

## Биография
Като част от сложната мрежа от дипломатически съюзи, преследвани от баща ѝ, когато е едва 13 годишна, Виоланта се омъжва за Лайънъл Антверпенски – херцог на Кларънс, син на английския крал Едуард III и вдовец на Елизабет де Бърг. Зестрата възлиза на 200 000 златни флорина – огромна сума за времето си заедно с феодите на Алба, Кунео, Мондови, Кераско и Брайда (близо до днешния италиански град Азоло). За сватбата италианският историк Бернардино Корио разказва, че на 17 май 1368 г., в навечерието на Петдесетница, херцог Лайънъл пристига в Милано пред Порта Тичинезе заедно с граф Амадей VI Савойски, поетите Джефри Чосър и Жан Фроасар, и дружина от 2000 английски войници, много от които въоръжени с дълги лъкове и щитове. Там са и Галеацо II Висконти, съпругата му Бианка Савойска, Изабела дьо Валоа, Ричарда дела Скала – съпруга на болонския благородник Андреа Пеполи и осемдесет други дами, облечени в алени дрехи с бели платнени ръкави, избродирани с детелина и пристегнати в кръста със златни пояси на стойност 80 флорина всеки. Джан Галеацо Висконти също е там, за да посрещне херцога и е придружаван от 30 рицари и още толкова много оръженосци на жребчета, последвани от съветниците Манфредо да Салуцо и Протазо Каймо, Франческо ди Дзакадей, Доменико дели Ардицони, Джакомо Превиди и викарият Гаспаре Вацафорте, всичките облечени еднакво. Последната група най-накрая е съставена от Пиетро да Биасоно, Дзаноло дели Ерменулфи, Франческо дел Бене, Джованоло да Бираго и Ериголо дел Конте, придружени от техните слуги, пристегнати със сребърни колани. Членовете на процесията слизат от конете край Аренго (дн. Кралски дворец в Милано) и конете са оставени в конюшните на двореца. На 15 юни 1368 г. Бернардо Роси – епископ на Новара отпразнува сватбата с голяма помпозност на площада близо до вратите на катедралата „Санта Мария Маджоре“, а Бернабо Висконти е кръстник на внучката си. Следва разкошен банкет на Пиаца дел'Аренго, до катедралата. Той се състои от две дълги маси. Първата маса е заета от Лайънъл Антверпенски, Галеацо II Висконти, Бернабо Висконти и синовете му Матео и Лодовико, граф Амадей VI Савойски, епископът на Новара, Франческо Петрарка, от много други благородници и прочути граждани на Пиза. Втората маса е заета от Виоланте Висконти, майка ѝ Бианка Савойска, Беатриче Реджина дела Скала, Изабела дьо Валоа и още петдесет дами. Следват осемнадесет трапези, всяка двойна и комбинирана с подарък. Между тях гостите получават подаръци като брони, топове плат, бойни коне, оръжие и ловни кучета. Накрая са представени 75 коня, предложени от Джан Галеацо Висконти. Празненствата продължават няколко дни и предизвикват реакция в цяла Европа заради тяхната пищност.
Бракът е бездетен. Виоланта остава вдовица няколко месеца по-късно – на 17 октомври, когато през октомври Лайънъл умира в своя феод Алба (според слуховете от онова време той е отровен от баща ѝ Галеацо II).
На 2 август 1377 г. тя се омъжва отново за няколко години по-младия от нея Ото II Палеолог, известен като Секондото – маркграф на Монферат. Съпругът ѝ умира на 16 септември 1378 г. по време на ловна разходка или е убит в битка при Пиаченца или Асти. Бракът е бездетен.
През 1381 г. Виоланта се омъжва за трети път за първия си братовчед Лудовико Висконти – сеньор губернатор на Лоди и Парма и син на бащиния ѝ чичо Бернабо Висконти, владетел на Милано и на съпругата му Беатриче Реджина дела Скала. От него тя ражда един син – Джовани. Съпругът ѝ обаче е затворен след преврата на Джан Галеацо Висконти през 1385 г.
Виоланта умира на 32 г. през ноември 1386 г. в Павия и е погребана в църквата „Св. Августин“.

## Брак и потомство
Омъжва се три пъти:
∞ 1. 19 януари 1367 и 15 май 1367 в Уестминстър (договори), 28 май 1368 в „Санта Мария Маджоре“ в Милано за Лайънъл Антверпенски (* 29 ноември 1338, † 17 октомври 1368) – херцог на Кларънс, граф на Ъстър, син на английския крал Едуард III, което струва на Висконти 200 хил. златни флорина. Нямат деца.
∞ 2. 1377 за Ото III Палеолог, известен като Секондото (* 1361, † 16 септ. 1378 убит), маркграф на Монферат, от когото няма деца.
∞ 3. 1381 за Лудовико Висконти (* септ. 1355, † 7 март 1404), господар на Лоди, син на Бернабò Висконти, от когото има един син:
- Джовани Висконти (* сл. 1382,[12] † сл. 10 април 1413), сеньор на Лоди.[13]